# Daiki Kaneko
Daiki Kaneko (金子 大毅?, Kaneko Daiki; Tokyo, 28 agosto 1998) è un calciatore giapponese, centrocampista del Júbilo Iwata.

## Palmarès

### Club

#### Competizioni nazionali
- Coppa J. League: 1

Shonan Bellmare: 2018
- Coppa dell'Imperatore: 1

Urawa Reds: 2021